# Santiuste de San Juan Bautista
Santiuste de San Juan Bautista è un comune spagnolo di 766 abitanti situato nella comunità autonoma di Castiglia e León.